# Вычислительный интеллект
Вычислительный интеллект (англ. Computational intelligence, CI) — ответвление искусственного интеллекта. Как альтернатива классическому искусственному интеллекту, основанному на строгом логическом выводе, он опирается на эвристические алгоритмы, используемые, например, в нечёткой логике, искусственных нейронных сетях и эволюционном моделировании. Кроме того, вычислительный интеллект охватывает такие области как роевой интеллект (муравьиный алгоритм и т. п.), фракталы и теория хаоса, искусственная иммунная система, вейвлеты и т. д.
Вычислительный интеллект сочетает в себе элементы обучения, адаптации, эволюции и нечеткой логики (нечетких множеств) для создания в некотором смысле умных программ. Вычислительный интеллект не отвергает статистических методов, но часто дает новый взгляд на них (например, нечёткая логика). Искусственные нейронные сети, в свою очередь, тесно связаны с машинным обучением.
Вычислительный интеллект тесно связан с мягкими вычислениями, коннекционистскими системами и кибернетикой.